# Квінт Антоній Меренда
Квінт Анто́ній Мере́нда (лат. Quintus Antonius Merenda, близько 465 до н. е. — після 422 до н. е.) — політичний, державний і військовий діяч Римської республіки, військовий трибун з консульською владою 422 року до н. е.

## Життєпис
Походив з нобілів Антоніїв. Син Тіта Антонія Меренди, децемвіра 450—449 років до н. е. Про молоді роки мало відомостей. 
У 422 році до н. е. його було обрано військовим трибуном з консульською владою разом з Луцієм Манлієм Капітоліном і Луцієм Папірієм Мугілланом. Про дії консулів під час цієї каденції відомостей не залишилося.
З того часу про подальшу долю Квінта Антонія Меренди згадок немає.